# Маргарет Саллаван
Маргарет Саллаван (англ. Margaret Sullavan; 16 травня 1909 — 1 січня 1960) — американська актриса, яка запам'яталася публіці своїм виразним гучним голосом. Номінантка на премію «Оскар» 1939 року.

## Біографія
Маргарет Брук Саллаван народилася 16 травня 1909 року в родині багатого брокера Корнеліуса Саллаван і його дружини Гарланд Брук.
Перші роки життя дівчинка страждала від хворобливої м'язової слабкості в ногах і до шести років не спілкувалася з іншими дітьми. Після одужання воліла спілкуватися з дітьми з бідних сімей.
Навчалася Маргарет в коледжі для дівчаток Четем-Хілл. Була президентом студентського самоврядування. На випуску в 1927 році їй було доручено вимовляти подячну промову. Незабаром вона переїхала в Бостон до своєї зведеної сестри Уідді. Там відвідувала відому студію танців Denishawn, яку закінчували такі знаменитості як Луїза Брукс і Марта Грем. Коли батьки урізали кошти на її утримання до мінімуму, Маргарет влаштувалася працювати клерком в Harvard Cooperative Bookstor.
Її кар'єра почалася на театральній сцені в 1929 році. У 1933 році вона привернула увагу режисера Джона М. Стала, який в тому ж році запропонував їй дебютну роль у своєму фільмі «Ще вчора».
У 1938 році вона була номінована на «Оскар» за роль у фільмі «Три товариші». Її кінокар'єра тривала до 1943 року і за цей час вона знялася в 16 фільмах. Після цього на великому екрані вона з'явилася лише раз в 1950 році, зігравши свою останню роль, Мері Скотт, у фільмі «Не співай мені сумних пісень». У наступні роки її акторська кар'єра продовжилася лише в театрі.
Саллаван була одружена чотири рази. Її першим чоловіком був Генрі Фонда, а другим Вільям Вайлер. Актриса померла 1 січня 1960, прийнявши велику дозу барбітуратів. За внесок у кіномистецтво вона удостоєна зірки на Голлівудській алеї слави.

## Вибрана фільмографія
- 1938 — Три товариші / Three Comrades — Патриція Гольманн
- 1938 — Банальний ангел / The Shopworn Angel — Дейзі гіт
- 1938 — Світла година / The Shining Hour — Джуді Лінден
- 1940 — Крамниця за рогом / The Shop Around the Corner — Клара Новак
- 1940 — Смертельний шторм / The Mortal Storm — фрея Рот
- 1941 — Провулок / Back Street — Рей Сміт